# افیفه جاله
افیفه جاله (۱۹۰۲ – ۲۴ ژوئیه ۱۹۴۱)، بازیگر تئاتر اهل ترکیه بود که به عنوان اولین بازیگر زن مسلمان تئاتر در ترکیه شناخته می‌شود.

## زندگی حرفه‌ای
افیفه در مدرسه صنعتی دختران در استانبول تحصیل می‌کرد، اما آرزوی بازیگری داشت. در دوران امپراتوری عثمانی، زنان مسلمان ترک به دستور وزارت کشور اجازه نداشتند روی صحنه تئاتر بازی کنند. تنها زنان غیرمسلمان از اقلیت‌های یونانی، ارمنی یا یهودی می‌توانستند در تئاتر بازی کنند. پدر افیفه با حرفه تئاتر او مخالف بود و آن را ناشایست می‌دانست. به همین دلیل، افیفه از خانه والدینش فرار کرد و به عنوان هنرجو وارد تئاتر کنسرواتوار شهر (دارالبِدایی) شد. این کنسرواتوار دوره‌ای برای آموزش بازیگران زن مسلمان با هدف اجرای نمایش‌هایی ویژه زنان راه‌اندازی کرده بود.
افیفه در سال ۱۹۲۰ با بازی در نقش "امل" در نمایش "یامالار" نوشته حسین سوات، اولین حضور خود روی صحنه را تجربه کرد. این نقش پس از مهاجرت الیزا بینمِجیان، بازیگر ارمنی، خالی مانده بود. افیفه برای این نمایش نام هنری "جاله" را انتخاب کرد و از آن پس به نام افیفه جاله شناخته شد. او در تئاتر آپولون در کادیکوی به روی صحنه رفت و به عنوان اولین بازیگر زن مسلمان ترک در تاریخ تئاتر ترکیه شناخته شد. در طول اجراهایش، حداقل دو بار به دلیل حملات پلیس، همکاران غیرمسلمانش او را پنهان کردند. مدیریت کنسرواتوار به دلیل محدودیت‌های قانونی مجبور به اخراج او از تئاتر در سال ۱۹۲۱ شد. پس از آن، افیفه در چند گروه تئاتر دیگر با نام‌های هنری مختلف بازی کرد.
او به مرور دچار مشکلات مالی شد و از سردردهای شدید رنج می‌برد. پس از آنکه پزشکش برای درمان او از مورفین استفاده کرد، افیفه به این ماده اعتیاد پیدا کرد.
در سال ۱۹۲۳، مصطفی کمال آتاتورک، بنیان‌گذار جمهوری جدید ترکیه، ممنوعیت بازی زنان مسلمان روی صحنه را لغو کرد. این اتفاق باعث شد ترس‌های افیفه از بین برود و او دوباره به تئاتر بازگشت و در آناتولی به اجرای برنامه پرداخت. اما اعتیاد او به مواد مخدر باعث وخامت سلامت‌اش شد و در نهایت او را مجبور به بازنشستگی از تئاتر کرد.

## زندگی شخصی
افیفه جاله در سال ۱۹۰۲ در استانبول به دنیا آمد. پدرش هدایت و مادرش متحیه نام داشتند. او یک خواهر به نام بهیه و یک برادر به نام صلاح داشت.
پس از ترک حرفه بازیگری، افیفه دچار فقر شد. در سال ۱۹۲۸، او در یک کنسرت موسیقی کلاسیک ترکی با صلاح‌الدین پینار (۱۹۰۲–۱۹۶۰)، نوازنده چیره‌دست تنبور، آشنا شد. این دو در سال ۱۹۲۹ ازدواج کردند و به آپارتمانی در محله فاتح استانبول نقل مکان کردند. زندگی زناشویی آن‌ها چندان موفق نبود و در سال ۱۹۳۵ به دلیل اعتیاد افیفه به مورفین، از هم جدا شدند. صلاح‌الدین پینار چند قطعه موسیقی کلاسیک درباره رابطه‌اش با افیفه خلق کرد که بعدها به آثار ماندگار موسیقی ترکی تبدیل شدند.
دوستان افیفه از کنسرواتوار، به دلیل نگرانی از اعتیاد او، او را به بیمارستان روان‌پزشکی بکرکوی برای درمان بردند. او سال‌های آخر عمرش را در این بیمارستان گذراند و در ۲۴ ژوئیه ۱۹۴۱ درگذشت. محل دفن او به مرور زمان فراموش شد.

## میراث
- در سال ۱۹۸۷، روزنامه‌نگار نزهت آراز (۱۹۲۲–۲۰۰۹) نمایشی به نام "افیفه جاله" نوشت که روی صحنه رفت و بعدها به فیلم تبدیل شد.[۲][۴]
- زندگی تراژیک افیفه جاله دو بار در سینما به تصویر کشیده شد: اولین بار در فیلم "افیفه جاله" به کارگردانی شاهین کیگون در سال ۱۹۸۷ و سپس در فیلم "کلید" ساخته جیدا اصل کلیچ‌کران در سال ۲۰۰۸ که در هر دو فیلم مجده آر نقش افیفه جاله را بازی کرد.[۳][۲][۵]
- در سال ۲۰۱۷، صحنه‌ای موزیکال در سریال "فی" با بازی سرنای ساریکایا در نقش افیفه جاله ساخته شد.
- در سال ۲۰۲۰، تبلیغ بانک "یاپی کریدی" با عنوان "زنانی که مرزها را شکستند: افیفه جاله" با بازی اسرا روشان منتشر شد.[۶][۷]
- در دسامبر ۱۹۹۸، گروه رقص مدرن اپرای دولتی ترکیه، باله معاصری به نام "افیفه" را اجرا کرد که توسط تورگای اردنر آهنگ‌سازی و توسط بیحان مورفی طراحی رقص شده بود. این اثر دو پرده‌ای، زندگی افیفه را در چهار صحنه با رنگ‌های طلایی (جوانی)، قرمز (مبارزه)، بنفش (اعتیاد) و نقره‌ای (مرگ) به تصویر می‌کشد. این باله در سال ۲۰۱۲ در سالن اپرای سوریا در کادیکوی دوباره اجرا شد.[۸][۲][۳][۹][۱۰]
- آلبوم موسیقی "افیفه" که در سال ۲۰۰۰ منتشر شد، شامل قطعات کلاسیک با صدای سوپرانو سلوا اردنر و همراهی ارکستر سمفونیک چایکوفسکی مسکو است.

- فیلم مستند "عشق‌های قرن: افیفه و صلاح‌الدین" ساخته جان دوندار، که ازدواج او با صلاح‌الدین پینار را به تصویر می‌کشد، در سال ۲۰۰۴ از شبکه سی‌ان‌ان ترک پخش شد.[۲][۱۱]
- در محله اورتاکوی در منطقه بشیکتاش استانبول، یک مرکز فرهنگی به نام "مرکز فرهنگی افیفه جاله" و یک سالن تئاتر به نام "صحنه افیفه جاله" به یاد او نام‌گذاری شده‌اند.[۲][۱۲]
- از سال ۱۹۹۷، جایزه تئاتر افیفه جاله، که توسط شرکت بیمه یاپی کریدی سیگورتا تأسیس شده، هر ساله به بازیگران برجسته تئاتر اهدا می‌شود.[۱۳]